# Борн, Кеннет Мурисон
Кеннет Мурисон Борн (англ. Kenneth Murison Bourn; 27 апреля 1907, Илинг, ныне в состав Лондона — 1967) — австралийский дирижёр британского происхождения.

## Биография
Окончил Гилдхоллскую школу музыки, учился у Артура Бента (скрипка), Фредерика Коуэна и Чарльза Кеннеди Скотта (дирижирование). 
До 1934 г. работал в Лондоне, в том числе во главе собственного струнного оркестра. Затем приглашённый дирижёр Кейптаунского городского оркестра. 
В 1938 г. перебрался в Новую Зеландию, дирижировал радиооркестром. 
В 1939—1941 гг. преподавал в Консерватории Нового Южного Уэльса, одновременно дирижировал Сиднейским струнным оркестром (среди прочего исполнил австралийскую премьеру Concerto grosso Артура Деннигтона, с которым вместе учился в Англии).
С 1942 г. работал в тасманийском отделении Австралийской радиовещательной корпорации, дирижируя радиоконцертами, в том числе транслировавшимися на всю Австралию. 
В 1948 году стал первым руководителем новосозданного Тасманийского симфонического оркестра и возглавлял его до 1962 года.